# Insta Langøya
Ne doit pas être confondu avec Langøya.
Insta Langøya est une île norvégienne dans le comté de Hordaland. Elle fait partie du territoire de l'ancienne commune de Øs, aujourd'hui rattachée à Bjørnafjorden.

## Géographie
Rocheuse et couverte d'arbres, elle s'étend sur environ 357 m de longueur pour une largeur approximative de 135 m. Elle compte deux habitations. 